# 1457년

## 연호
- 명(明) 경태(景泰) 8년 / 천순(天順) 원년
- 일본(日本) 고쇼(康正) 3년 / 조로쿠(長禄) 원년
- 후 레 왕조(後黎朝) 지엔닌(延寧) 4년

## 기년
- 명(明) 대종 경태제(代宗 景泰帝) 8년 / 영종 천순제(英宗 天順帝) 복위 원년
- 조선(朝鮮) 세조(世祖) 3년
- 후 레 왕조(後黎朝) 인종(仁宗) 15년

## 사건
- 2월 11일 - 정변이 일어나 경태제가 폐위되고 토목의 변을 계기로 태상황이 되었던 정통제가 명 황제로 복위(탈문의 변)

## 탄생
- 1월 28일 - 잉글랜드의 왕 헨리 7세. (~1509년)
- 2월 13일-  저지대 국가의 통치자 마리 드 부르고뉴 여공작. (~1482년)
- 8월 28일 - 조선의 제9대 왕 성종(成宗). (~1495년)

### 미상
- 조선의 문신 김수동(金壽童). (~1512년)
- 조선의 문경동(文敬仝).
- 조선의 권주(權柱)·안윤덕(安潤德)·이수언(李粹彦)·정광보(鄭光輔)·조원기(趙元紀)·최숙생(崔淑生)

## 사망
- 2월 16일 - 왕조의 중신 우겸. (1398년~)
- 3월 14일 - 중국 명나라의 제7대 황제 경태제(景泰帝). (1428년~)
- 9월 29일 - 조선의 추존왕 덕종(德宗). (1438년~)

### 미상
- 조선의 전흥(田興).
- 조선의 윤삼산(尹三山).
- 조선의 조서안(趙瑞安).
- 조선의 안복초(安復初).
- 조선의 6대 왕 단종(端宗), 조선의 금성대군(錦城大君)·송현수(宋玹壽).
- 조선의 이보흠(李甫欽).